# باشگاه فوتبال آتیراو
باشگاه فوتبال آتیراو (قزاقی: "Атырау" футбол клубы) یک باشگاه فوتبال در شهر آتیراو کشور قزاقستان است. این باشگاه در لیگ برتر فوتبال قزاقستان بازی می‌کند. این باشگاه در سال ۱۹۸۰ میلادی تأسیس شده‌است.
آنها تنها دو فصل در لیگ دوم شوروی بازی کردند. در سال 2000، این باشگاه به عنوان آکژاییک برای بازی در دسته اول قزاقستان مجدداً تأسیس شد. فصل بعد با نام جدید آتیراو به لیگ برتر قزاقستان صعود کردند. رنگ های باشگاهی که در نشان و لباس آنها منعکس شده است، سبز و سفید است. تاج باشگاه یک سپر راه راه سبز و سفید است که یک قطره روغن به شکل توپ در وسط آن قرار دارد و نقش شهرها در صنعت نفت را در بر می گیرد. 
در 14 دسامبر 2016، آتیراو زوران وولیچ به عنوان سرمربی منصوب شد.